# Héctor Valenzuela
Héctor Luis Valenzuela Hernández (14 gennaio 1982) è un ex cestista portoricano.

## Carriera
Con Porto Rico ha disputato i Campionati americani del 2007.